# Musson
Musson è un comune belga di 4 232 abitanti, situato nella provincia vallona del Lussemburgo.